# David van Royen
David van Royen (1727 - 1799) fue un médico y botánico holandés.
En 1752 obtuvo el doctorado en Medicina, por la Universidad de Leiden. Publicó Oratio de hortis publicis præstantissimis scientiae botanicae adminiculis, etc. en 1754. Sucedió a su tío Adriaan van Royen (1704-1779) en la cátedra de Botánica de la Universidad de Leiden y fue también director de su Jardín botánico.
Fue elegido miembro de la Royal Society el 6 de diciembre de 1759.
Mantuvo constante correspondencia con su contemporáneo Carl Linneo.
Sigue suscitando investigaciones su abundante herbario, como:
- Thijsse; G; JF Veldkamp. The Van Royen Herbarium, so Important for Nomenclature and Typification. Revisión de The Van Royen Herbarium. Ed. IDC. Taxon, Vol. 48, N.º 3 (1999), pp. 629-631

- La abreviatura «D.Royen» se emplea para indicar a David van Royen como autoridad en la descripción y clasificación científica de los vegetales.[1]